# Christian Slater
Christian Michael Leonard Slater (New York, 18 agosto 1969) è un attore statunitense.
Divenuto noto tra gli anni '80 e '90 per i suoi ruoli nei film Il nome della rosa (1986), Schegge di follia (1989), California Skate (1989), Young Guns II (1990), Robin Hood - Principe dei ladri (1991), Una vita al massimo (1993), Intervista col vampiro (1994) e Nome in codice: Broken Arrow (1996), nel 2016 ha vinto un Golden Globe per la sua interpretazione nella popolare serie tv Mr. Robot.

## Biografia
Figlio unico dell'attore Michael Hawkins, al secolo Thomas Knight Slater, e della responsabile dei casting Mary Jo Lawton, ha 7 anni quando i suoi genitori divorziano. Fra i film da lui interpretati figura Il nome della rosa (1986), nel quale, all'età di 16 anni, ricopre il ruolo del novizio Adso da Melk impegnato, tra le altre, in una scena di sesso piuttosto esplicita con la ventiduenne Valentina Vargas, nel ruolo della popolana. Ottiene successo con il personaggio del maniaco psicopatico adolescente di Schegge di follia (1989), di cui è protagonista assieme a Winona Ryder. Recita poi in Robin Hood - Principe dei ladri (1991), nel ruolo di Will Scarlett, Una vita al massimo (1993), dove interpreta il frenetico venditore di fumetti Clarence, in coppia con Patricia Arquette; per questo ruolo rifiutò la parte di Eric Draven nel film Il Corvo.
Successivamente recita in Intervista col vampiro (1994), dove interpreta Daniel Molloy, ruolo ottenuto in seguito alla morte di River Phoenix, scelto inizialmente per il ruolo, e in Nome in codice: Broken Arrow (1996, anno nel quale ha recitato anche in Amare è...), nel ruolo di Riley Hale. Vanta inoltre varie apparizioni come guest star in varie serie televisive di successo, tra le quali Alias.Nel 2008 è protagonista nella serie My Own Worst Enemy. Nel 2009 è protagonista di Dolan's Cadillac e nel 2013 entra a far parte del folto cast di Nymphomaniac, di Lars von Trier. Nel 2016, vince un Golden Globe come attore non protagonista per la sua interpretazione di Mr. Robot nella serie televisiva omonima. Ha recitato al fianco di molti nomi noti nell'industria cinematografica: Sean Connery, Brad Pitt, Tom Cruise, Antonio Banderas, Sylvester Stallone, John Travolta, Jason Momoa, Jared Leto, Jeff Bridges, Patrick Dempsey, Shia LaBeouf, Kirsten Dunst, Cameron Diaz, Milla Jovovich, Morgan Freeman, Marisa Tomei, Samantha Mathis e molti altri.

## Vita privata
Nel 2000 si sposa con la giornalista Ryan Haddon (figlia della modella Dayle Haddon) da cui ha avuto due figli, Jaden Christopher (1999) ed Eliana Sophia (2001). La coppia annuncia la separazione nel 2005 per poi divorziare nel 2007.  
Nel febbraio 2013 si fidanza con Brittany Lopez. Nel mese di dicembre la coppia si sposa con una cerimonia civile al Coral Gables District Court, vicino a Miami. I due hanno una figlia e un figlio, nati rispettivamente nel 2019 e nel 2024. 
Ha avuto diverse relazioni: Kim Walker, lasciata per Winona Ryder (conosciuta nel 1988 sul set di Schegge di follia), Samantha Mathis (dal 1989 al 1990), Ginger Lynn nel 1990, Nina Huang (dal 1990 al 1995), Christy Turlington (nel 1993), Rosie Perez (nel 1993), Marisa Tomei (nel 2003), Sharon Stone (nel 2006), Tamara Mellon (dal 2007 al 2009), Christina Applegate e Patricia Arquette.

## Filmografia

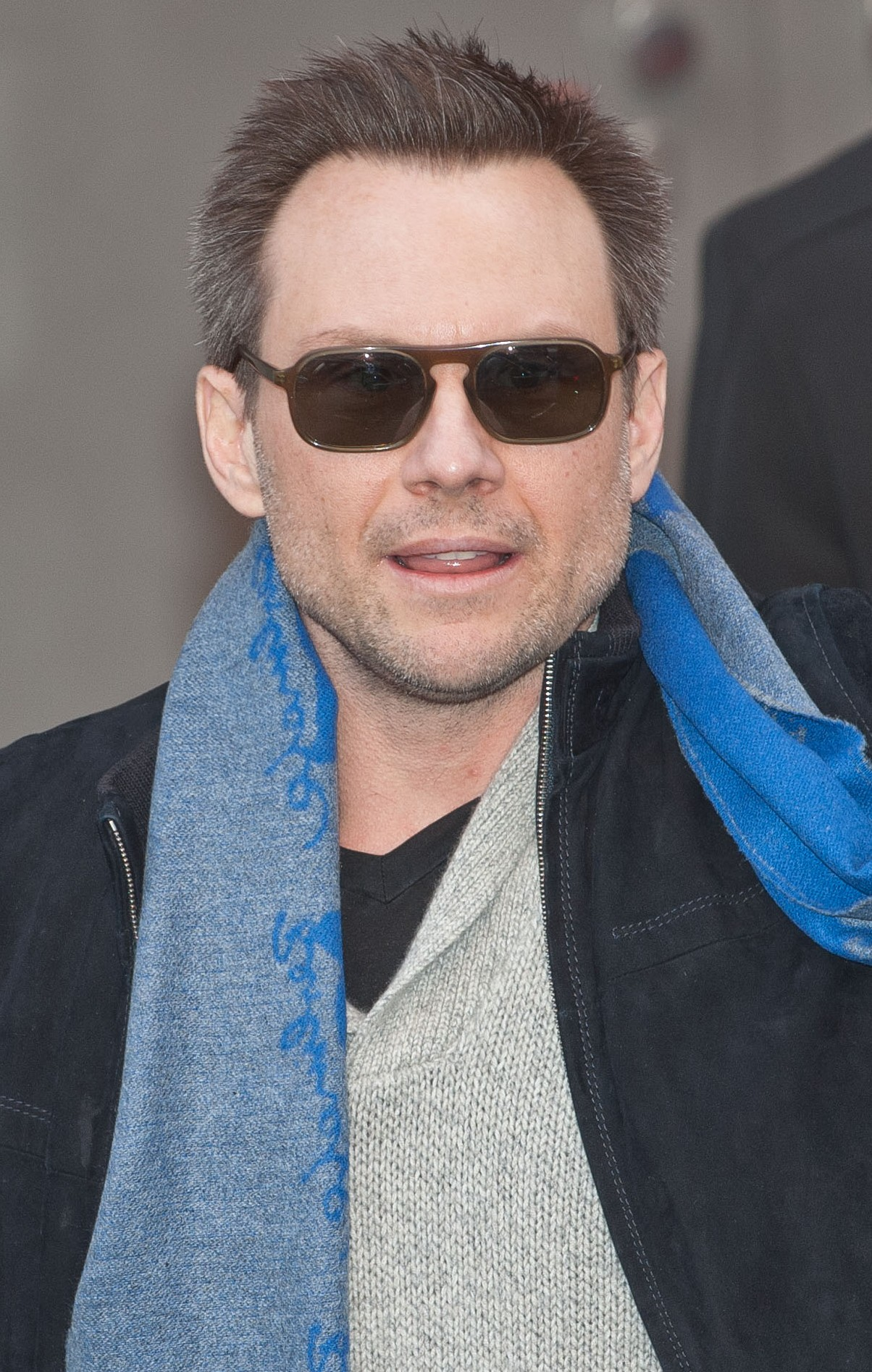
Christian Slater al Festival internazionale del cinema di Berlino per la prima di Nymphomaniac (2014)

### Cinema
- La leggenda di Billie Jean (The Legend of Billie Jean), regia di Matthew Robbins (1985)
- Twisted, regia di Adam Holender (1986)
- Il nome della rosa (Der Name der Rose), regia di Jean-Jacques Annaud (1986)
- Tucker - Un uomo e il suo sogno (Tucker: The Man and His Dream), regia di Francis Ford Coppola (1988)
- Schegge di follia (Heathers), regia di Michael Lehmann (1989)
- California Skate (Gleaming the Cube), regia di Graeme Clifford (1989)
- Tramonto di un eroe (Beyond the Stars), regia di David Saperstein (1989)
- Il piccolo grande mago dei videogames (The Wizard), regia di Todd Holland (1989)
- I delitti del gatto nero (Tales from the Darkside: The Movie), regia di John Harrison (1990)
- Young Guns II - La leggenda di Billy the Kid (Young Guns II), regia di Geoff Murphy (1990)
- Alza il volume (Pump Up the Volume), regia di Allan Moyle (1990)
- Robin Hood - Principe dei ladri (Robin Hood: Prince of Thieves), regia di Kevin Reynolds (1991)
- L'impero del crimine (Mobsters), regia di Michael Karbelnikoff (1991)
- Star Trek VI - Rotta verso l'ignoto (Star Trek VI: The Undiscovered Country), regia di Nicholas Meyer (1991) - Cameo
- Poliziotto in blue jeans (Kuffs), regia di Bruce A. Evans (1992)
- I dannati di Hollywood (Where the Day Takes You), regia di Marc Rocco (1992) - non accreditato
- FernGully - Le avventure di Zak e Crysta (FernGully: The Last Rainforest), regia di Bill Kroyer (1992) - voce
- Qualcuno da amare (Untamed Heart), regia di Tony Bill (1993)
- Una vita al massimo (True Romance), regia di Tony Scott (1993)
- Jimmy Hollywood, regia di Barry Levinson (1994)
- Intervista col vampiro (Interview with the Vampire: The Vampire Chronicles), regia di Neil Jordan (1994)
- L'isola dell'ingiustizia - Alcatraz (Murder in the First), regia di Marc Rocco (1995)
- Amare è... (Bed of Roses), regia di Michael Goldenberg (1996)
- Nome in codice: Broken Arrow (Broken Arrow), regia di John Woo (1996)
- Austin Powers - Il controspione (Austin Powers: International Man of Mystery), regia di Jay Roach (1997) - non accreditato
- In viaggio verso il mare (Julian Po), regia di Alan Wade (1997)
- Pioggia infernale (Hard Rain), regia di Mikael Salomon (1998)
- Basil, regia di Radha Bharadwaj (1998)
- Cose molto cattive (Very Bad Things), regia di Peter Berg (1998)
- Love Stinks, regia di Jeff Franklin (1999) - non accreditato
- The Contender, regia di Rod Lurie (2000)
- La rapina (3000 Miles to Graceland), regia di Demian Lichtenstein (2001)
- Chi è Cletis Tout? (Who Is Cletis Tout?), regia di Chris Ver Wiel (2001)
- Zoolander, regia di Ben Stiller (2001)
- Hard Cash (Run for the Money), regia di Predrag Antonijevic (2002)
- Windtalkers, regia di John Woo (2002)
- Masked and Anonymous, regia di Larry Charles (2003) - Cameo
- Nella mente del serial killer (Mindhunters), regia di Renny Harlin (2004)
- The Confessor - La verità proibita (The Good Shepherd), regia di Lewin Webb (2004)
- Pursued - Senza scrupoli (Pursued), regia di Kristoffer Tabori (2004)
- Churchill: The Hollywood Years, regia di Peter Richardson (2004)
- Alone in the Dark, regia di Uwe Boll (2005)
- The Deal, regia di Harvey Kahn (2005)
- L'uomo senza ombra 2 (Hollow Man II), regia di Claudio Fäh (2006)
- Bobby, regia di Emilio Estevez (2006) - Cameo
- Slipstream - Nella mente oscura di H. (Slipstream), regia di Anthony Hopkins (2007)
- Un uomo qualunque (He Was a Quiet Man), regia di Frank A. Cappello (2007)
- I dieci comandamenti (The Ten Commandments), regia di Bill Boyce e John Stronach (2007) - voce
- Love Lies Bleeding - Soldi sporchi (Love Lies Bleeding), regia di Keith Samples (2008)
- Igor, regia di Anthony Leondis (2008) - voce
- Dolan's Cadillac, regia di Jeff Beesley (2009)
- Lies and Illusions - Intrighi e bugie (Lies & Illusions), regia di Tibor Takács (2009)
- Shadows of the White Nights, regia di Robert Crombie (2010)
- Sacrifice, regia di Damian Lee (2011)
- The River Murders - Vendetta di sangue (The River Murders), regia di Rich Cowan (2011)
- Assassin's Bullet - Il target dell'assassino (Assassin's Bullet), regia di Isaac Florentine (2012)
- Freaky Deaky, regia di Charles Matthau (2012)
- Playback, regia di Michael A. Nickles (2012)
- La truffa perfetta (Guns, Girls and Gambling), regia di Michael Winnick (2012)
- La vendetta del cowboy (Dawn Rider), regia di Terry Miles (2012)
- El gringo, regia di Eduardo Rodriguez (2012)
- Rites of Passage, regia di W. Peter Iliff (2012)
- Jimmy Bobo - Bullet to the Head (Bullet to the Head), regia di Walter Hill (2012)
- Soldiers of Fortune, regia di Maxim Korostyshevsky (2012)
- Stranded, regia di Roger Christian (2012)
- The Power of Few - Il potere dei pochi (The Power of Few), regia di Leone Marucci (2013)
- Nymphomaniac, regia di Lars von Trier (2013)
- Chiedimi tutto (Ask Me Anything), regia di Allison Burnett (2014)
- Un tuffo nel passato 2 (Hot Tub Time Machine 2), regia di Steve Pink (2015)
- Le verità sospese (The Adderall Diaries), regia di Pamela Romanowsky (2015)
- King Cobra, regia di Justin Kelly (2016)
- The Wife - Vivere nell'ombra (The Wife), regia di Björn Runge (2017)
- Il presidente (La cordillera), regia di Santiago Mitre (2017)
- The Public, regia di Emilio Estevez (2018)
- We Can Be Heroes, regia di Robert Rodriguez (2020)
- Chupa, regia di Jonás Cuarón (2023)
- Freelance, regia di Pierre Morel (2023)
- Unfrosted - Storia di uno snack americano (Unfrosted), regia di Jerry Seinfeld (2024)
- Blink Twice, regia di Zoë Kravitz (2024)
- If I Had Legs I'd Kick You, regia di Mary Bronstein (2025)

### Televisione
- Standing Room Only – serie TV, 1 episodio (1981)
- CBS Library – serie TV, episodio 3x01 (1982)
- Living Proof: The Hank Williams, Jr. Story, regia di Dick Lowry – film TV (1983)
- ABC Weekend Specials – serie TV, episodio 6x01 (1983)
- La valle dei pini (All My Children) – soap opera, puntata 1x3735 (1984)
- Un salto nel buio (Tales from the Darkside) – serie TV, episodio 1x10 (1984)
- I Ryan (Ryan's Hope) – soap opera, 20 puntare (1985)
- Un giustiziere a New York (The Equalizer) – serie TV, episodio 2x04 (1986)
- Crime Story – serie TV, episodio 1x08 (1986)
- Secrets, regia di Fred Barzyk – film TV (1986)
- L.A. Law - Avvocati a Los Angeles (L.A. Law) – serie TV, episodio 2x16 (1988)
- Desperate for Love, regia di Michael Tuchner – film TV (1989)
- The Edge, regia di Nicholas Kazan, Luis Mandoki e Carl Schenkel – film TV (1989)
- Saturday Night Live – programma TV, puntate 17x04-19x05-20x08 (1991, 1993-1994)
- Shelley Duvall's Bedtime Stories – serie TV, episodio 1x04 (1992) – voce
- Merry Christmas, George Bailey, regia di Matthew Diamond – film TV (1997)
- West Wing - Tutti gli uomini del Presidente (The West Wing) – serie TV, episodi 4x07-4x08-4x10 (2002)
- Alias – serie TV, episodi 2x15-2x19 (2003)
- Le avventure di Jimmy Neutron (The Adventures of Jimmy Neutron: Boy Genius) – serie animata, episodi 2x03-3x15 (2003, 2005) – voce
- Odd Job Jack – serie TV, episodio 3x07 (2005)
- My Name Is Earl – serie TV, episodio 2x08 (2006)
- My Own Worst Enemy – serie TV, 9 episodi (2008)
- Curb Your Enthusiasm – serie TV, episodio 7x04 (2009)
- The Forgotten – serie TV, 17 episodi (2009-2010)
- The Office – serie TV, episodio 6x15 (2010)
- Robot Chicken – serie animata, 6 episodi (2005-2006, 2008, 2011-2012) – voce
- Breaking In – serie TV, 20 episodi (2011-2012)
- Mind Games – serie TV, 13 episodi (2014)
- Archer – serie animata, 10 episodi (2014-2016) – voce
- Due uomini e mezzo (Two and a Half Men) – serie TV, episodio 12x16 (2015) – sé stesso
- Mr. Robot – serie TV, 43 episodi (2015-2019)
- The Lion Guard – serie animata, 13 episodi (2016-2019) – voce
- La legge di Milo Murphy (Milo Murphy's Law) – serie animata, 14 episodi (2016-2019) – voce
- Dirty John – serie TV, 8 episodi (2020)
- Dr. Death – serie TV, 8 episodi (2021-in corso)
- Inside Job – serie animata, 9 episodi (2021-2022) – voce
- Willow – serie TV, episodio 1x06 (2022)
- Fleishman a pezzi (Fleishman Is in Trouble) – miniserie TV, puntate 5-8 (2022)
- The Spiderwick Chronicles – serie TV (2024-in corso)
- Dexter: Original Sin – serie TV (2024-2025)

## Doppiatori italiani
Nelle versioni in italiano delle opere in cui ha recitato, Christian Slater è stato doppiato da:
- Sandro Acerbo ne Il nome della rosa, Alza il volume, Poliziotto in blue jeans, Jimmy Hollywood, Pioggia infernale, Cose molto cattive, The Contender, La rapina, Nella mente del serial killer, Bobby, My Own Worst Enemy, Le verità sospese, Willow, Freelance, Blink Twice
- Christian Iansante in Windtalkers, My Name is Earl, The Forgotten, Breaking In, Rites of Passage, Jimmy Bobo - Bullet to the Head, Mr. Robot, The Wife - Vivere nell'ombra, Dirty John, Dr. Death, Fleishman a pezzi, Unfrosted - Storia di uno snack americano,  Dexter: Original Sin
- Riccardo Rossi in Schegge di follia, I delitti del gatto nero, Robin Hood - Principe dei ladri, Una vita al massimo, Qualcuno da amare, Chi è Cletis Tout?, Un tuffo nel passato 2, Il presidente, We Can Be Heroes
- Alberto Bognanni ne Assassin’s Bullet - Il target dell'assassino, La truffa perfetta, Without Man, Dawn Rider, Hatfield and McCoy: Bad Blood
- Mauro Gravina in Tucker - Un uomo e il suo sogno, Hard Cash, Un uomo qualunque, Lies and Illusions - Intrighi e bugie,
- Vittorio De Angelis in Intervista col vampiro, The Confessor - La verità proibita, L'uomo senza ombra 2
- Stefano Benassi in Nome in codice: Broken Arrow, Basil, Alias
- Vittorio Guerrieri in Pursued - Senza scrupoli, Alone in the Dark, Nymphomaniac
- Luigi Ferraro in I dannati di Hollywood, Austin Powers - Il controspione
- Andrea Zalone in Slipstream - Nella mente oscura di H., Dolan's Cadillac
- Guido Di Naccio in El gringo, Chiedimi tutto
- Gaetano Varcasia in L'isola dell'ingiustizia - Alcatraz, In viaggio verso il mare
- Davide Marzi in Sacrifice, Stranded
- Giorgio Borghetti in California Skate
- Alessio Cigliano in Tramonto di un eroe
- Massimiliano Manfredi ne Il piccolo grande mago dei videogames
- Gianni Bersanetti in Young Guns II - La leggenda di Billy the Kid
- Mario Cordova ne L'impero del crimine
- Danilo De Girolamo in Rotta verso l'ignoto
- Massimo Rossi in Amare è...
- Francesco Bulckaen in West Wing - Tutti gli uomini del Presidente
- Roberto Certomà in Due uomini e mezzo
- Patrizio Prata in The Deal
- Francesco Mei in The River Murders - Vendetta di sangue
- Simone D'Andrea in Chupa
- Fabrizio De Flaviis ne Il piccolo grande mago dei videogames (ridoppiaggio)
- Marco Vivio in Robin Hood - Principe dei ladri (ridoppiaggio)

Da doppiatore è sostituito da:
- Marco Vivio in Suicide Squad - Un inferno da scontare, Scooby-Doo and Guess Who?
- Mauro Gravina in FernGully - Le avventure di Zak e Crysta
- Fabrizio Vidale in Igor
- Christian Iansante in Archer (Slater)
- Ivan Andreani in The Lion Guard (st. 1)
- Francesco Pezzulli in The Lion Guard (st. 2)